# Swiss Super League (2008/2009)
Swiss Super League (2008/2009) – 110. edycja najwyższej piłkarskiej klasy rozgrywkowej w  Szwajcarii. Rozpoczęły się 18 lipca 2008 roku, zakończyły się natomiast 30 maja 2009 roku. W rozgrywkach wzięło udział dziesięć drużyn. Mistrzowski tytuł wywalczyła drużyna FC Zürich. Królem strzelców ligi został Seydou Doumbia z BSC Young Boys, który zdobył 24 gole.

## Drużyny
| Uczestnicy poprzedniej edycji                                                                                 | Uczestnicy poprzedniej edycji | Uczestnicy poprzedniej edycji | Uczestnicy poprzedniej edycji |
| --- | ----------------------------- | ----------------------------- | ----------------------------- |
| BAS | FC Basel                      | 1                             |                               |
| YBO | BSC Young Boys                | 2                             |                               |
| ZUR | FC Zürich                     | 3                             |                               |
| GRA | Grasshopper Club Zurych       | 4                             |                               |
| AAR | FC Aarau                      | 5                             |                               |
| LUZ | FC Luzern                     | 6                             |                               |
| SIO | FC Sion                       | 7                             |                               |
| NEU | Neuchâtel Xamax               | 8                             |                               |
| Awans z Challenge League (2007/2008)                                                                          |                               |                               |                               |
| FCV | FC Vaduz                      | 1                             |                               |
| BEL | AC Bellinzona                 | 2                             |                               |
| Oznaczenia: - kolumna pierwsza – skróty nazw drużyn, - kolumna trzecia – miejsce zajęte w poprzednim sezonie. |                               |                               |                               |

Po poprzednim sezonie spadły: FC Sankt Gallen i FC Thun.

## Rozgrywki

### Tabela
| Lp. | Drużyna                 | M  | Z  | R  | P  | Bramki | Bramki | Różn. | Pkt | Uwagi                                        |
| --- | ----------------------- | -- | -- | -- | -- | ------ | ------ | ----- | --- | -------------------------------------------- |
| 1   | FC Zürich               | 36 | 24 | 7  | 5  | 80     | 36     | +44   | 79  | Liga Mistrzów UEFA • II runda kwalifikacyjna |
| 2   | BSC Young Boys          | 36 | 22 | 7  | 7  | 85     | 46     | +39   | 73  | Liga Europy UEFA • III runda kwalifikacyjna  |
| 3   | FC Basel                | 36 | 22 | 6  | 8  | 72     | 44     | +28   | 72  | Liga Europy UEFA • II runda kwalifikacyjna   |
| 4   | Grasshopper Club Zurych | 36 | 12 | 14 | 10 | 57     | 48     | +9    | 50  |                                              |
| 5   | FC Aarau                | 36 | 11 | 11 | 14 | 35     | 51     | −16   | 44  |                                              |
| 6   | AC Bellinzona           | 36 | 11 | 10 | 15 | 44     | 51     | −7    | 43  |                                              |
| 7   | Neuchâtel Xamax         | 36 | 10 | 10 | 16 | 50     | 57     | −7    | 40  |                                              |
| 8   | FC Sion                 | 36 | 9  | 10 | 17 | 44     | 60     | −16   | 37  | Liga Europy UEFA • Runda play-off            |
| 9   | FC Luzern               | 36 | 9  | 8  | 19 | 45     | 62     | −17   | 35  | Baraże o Super League                        |
| 10  | FC Vaduz (S)            | 36 | 5  | 7  | 24 | 28     | 85     | −57   | 22  | Spadek do Challenge League                   |

### Baraże o Super League
Drużyna, która zajęła 9. pozycję w Super League zagrała dwumecz przeciwko wicemistrzowi Challenge League.
| 10 czerwca 2009 20:15 CEST | FC Lugano · Renfer 15' | 1:0 | FC Luzern | Stadio Cornaredo, Lugano Widzów: 7.200 |
|                            |                        |     |           |                                        |

| 13 czerwca 2009 18:45 CEST | FC Luzern · Renggli 16' · Chiumiento 52' (k) · Paiva 77', 83' · Scarione 80' | 5:01:0 | FC Lugano | Stadion Allmend, Lucerna Widzów: 12.500 |
|                            |                                                                              |        |           |                                         |

## Najlepsi strzelcy
20 bramek
- Seydou Doumbia (BSC Young Boys)

19 bramek
- Almen Abdi (FC Zürich)

17 bramek
- Eric Hassli (FC Zürich)

13 bramek
- Alexandre Alphonse (FC Zürich)
- Joetex Asamoah Frimpong (FC Luzern)

12 bramek
- Scott Chipperfield (FC Basel)

11 bramek
- Mauro Lustrinelli (AC Bellinzona)
- João Paiva (FC Luzern)

- Olivier Monterrubio (FC Sion)